# Winterse 50
De Winterse 50 was een jaarlijks terugkerende winter-hitlijst in Nederland en België. De lijst werd sinds 2002 jaarlijks op verschillende radiostations op AM, FM, DAB+ en internet uitgezonden. De Winterse 50 werd elk jaar in de week voor kerst gepubliceerd.
De lijst werd samengesteld op basis van stemmen van luisteraars van uitzendende radiostations. In 2021 deden 37 radiozenders mee.
De Winterse 50 kende ook een zomervariant, de Zomerse 50. Deze werd op dezelfde wijze samengesteld.

## Geschiedenis
In de Winterse 50 stonden alleen kerst- en winterhits. De hitlijst is ontstaan in 2002 bij TV Enschede FM, waarna veel andere (veelal lokale) omroepen zijn aangehaakt. De hitlijst was de winterse variant van de Zomerse 50, die in 2001 van start ging bij TV Enschede FM.

## Einde Winterse 50
Op 4 juli 2022 heeft de organisatie bekend gemaakt te stoppen met de Zomerse en Winterse 50.

## Nummer 1 hits
| Jaartal | Artiest      | Nummer                          |
| ------- | ------------ | ------------------------------- |
| 2002    | Wham!        | Last Christmas                  |
| 2003    | Wham!        | Last Christmas                  |
| 2004    | Wham!        | Last Christmas                  |
| 2005    | Wham!        | Last Christmas                  |
| 2006    | Wham!        | Last Christmas                  |
| 2007    | Wham!        | Last Christmas                  |
| 2008    | Mariah Carey | All I Want for Christmas is You |
| 2009    | Wham!        | Last Christmas                  |
| 2010    | Wham!        | Last Christmas                  |
| 2011    | Chris Rea    | Driving Home for Christmas      |
| 2012    | Band Aid     | Do They Know It's Christmas?    |
| 2013    | Wham!        | Last Christmas                  |
| 2014    | Wham!        | Last Christmas                  |
| 2015    | Wham!        | Last Christmas                  |
| 2016    | Mariah Carey | All I Want for Christmas is You |
| 2017    | Wham!        | Last Christmas                  |
| 2018    | Mariah Carey | All I Want for Christmas is You |
| 2019    | Wham!        | Last Christmas                  |
| 2020    | Mariah Carey | All I Want for Christmas is You |
| 2021*   | Wham!        | Last Christmas                  |

*In 2021 vierde men het 20-jarig bestaan van de Winterse 50 met een speciale jubileum editie van de lijst.
Dit jaar kon er niet gestemd worden, maar werd een gemiddelde gemaakt uit de lijst van de 20 voorgaande jaren.